# Kleine wilgenuil
De kleine wilgenuil (Nycteola asiatica) is een nachtvlinder uit de familie van de visstaartjes (Nolidae). 

## Beschrijving
De voorvleugellengte bedraagt tussen de 11 en 13 millimeter. De soort kan gemakkelijk verward worden met andere soorten uit het geslacht Nycteola, de variabele eikenuil en de fraaie wilgenuil.

## Waardplanten
De kleine wilgenuil gebruikt populier en wilg als waardplanten. De rups is te vinden van juni tot juli. De soort overwintert als imago.

## Voorkomen
De soort komt vooral voor in Oost-Azië, Oost-Europa en Zuid-Europa.

### In Nederland
De kleine wilgenuil is in Nederland tot nu toe eenmaal waargenomen, in 1990 in de Loonse en Drunense heide.